# Jean Terrell
Velma Jean Terrell, född 26 november 1944 i Belzoni, Mississippi, är en amerikansk R&B- och jazzsångerska, mest känd för att ha ersatt Diana Ross i The Supremes under 1970.
Hon föddes i Belzoni i Mississippi men växte upp i Chicago.
Hon är syster till tungviktsboxaren Ernie Terrell, känd för sin VM-match mot Muhammad Ali.

## Diskografi
Studioalbum (solo)
- 1978 – I Had to Fall in Love

Singlar (solo)
- 1978 – "Don't Stop Reaching For The Top" / "No Limit"
- 1978 – "I Had to Fall in Love" (promo)

Andra singlar
- 1969 – "Grandpa's House" / "A Prayer of Love" (Ernie Terrell & Jean Terrell med The Heavyweights)
- 1991 – "Back By Popular Demand" / "Your Love Keeps Lifting Me" (Jean Terrell, Scherrie Payne & Lynda Laurence med The Originals)
- 1993 – "Stoned Love" / "Crazy 'Bout The Guy" (Jean Terrell, Scherrie Lavette & Lynda Laurence)